# Combretum xanthothyrsum
Combretum xanthothyrsum är en tvåhjärtbladig växtart som beskrevs av Adolf Engler och Diels. Combretum xanthothyrsum ingår i släktet Combretum och familjen Combretaceae. Inga underarter finns listade i Catalogue of Life.